# Источна-Илиджа
Источна-Илиджа (серб. Општина Источна Илиџа, дословно: Восточная Илиджа) —  одна из 6-ти общин (муниципалитетов), составляющих Град (городской округ) Источно-Сараево в Республике Сербской в составе Боснии и Герцеговины. Центр (ядро) общины находится в части довоенного Сараево-Илиджа.

## Население
Численность населения общины по переписи 2013 года составила 15 233 человека, в том числе в части Сараево-Илиджа — 10 705 человек.
Этнический состав населения общины Источна-Илиджа по переписи 1991 года 
 (община Сараево-Илиджа в 4 нп)
| Население общины Источна-Илиджа |                  |
| год переписи                    | 1991             |
| Боснийцы-мусульмане             | 28 058 (43,06 %) |
| Сербы                           | 23 878 (36,65 %) |
| Хорваты                         | 6689 (10,27 %)   |
| Югославы                        | 5092 (7,82 %)    |
| не указывали или неизвестна     | 1437 (2,21 %)    |
| всего                           | 65 154           |

## Населённые пункты
В состав общины входит 5 населённых пунктов.
Список населённых пунктов общины с численностью населения по переписям 1991 и 2013 годов, чел.:
|   | нас. пункт                        | серб.                            | босн.                            | 1991   | 2013   |
| - | --------------------------------- | -------------------------------- | -------------------------------- | ------ | ------ |
| 1 | Горне-Младице                     | Горње Младице                    | Gornje Mladice                   | 198    | 162    |
| 2 | Касиндо                           | Касиндо                          | Kasindo                          | 911    | 578    |
| 3 | Крупац                            | Крупац                           | Krupac                           | 326    | 252    |
| 4 | Сараево — часть Илиджа            | Сарајево Дио- Илиџа              | Sarajevo Dio- Ilidža             | 63 719 | 10 705 |
| 5 | Сараево — часть Сараево Нови-Град | Сарајево Дио- Сарајево Нови Град | Sarajevo Dio- Sarajevo Novi Grad |        | 3536   |
| 5 | всего                             | укупно                           |                                  | 65 154 | 15 233 |

## История
До боснийской войны в БиГ существовала единая община Сараево-Илиджа (Илиджа) в составе города Сараево. По Дейтонским соглашениям 1995 года большая часть её территории отошла к ФБиГ (в том числе большая часть собственно городской части Сараево-Илиджа и населённые пункты Бухотина, Вела, Влаково, Зеник, Зорановичи, Какрине, Кобиляча, Раковица, Рудник, Ясен). Меньшая (восточная) часть отошла к Республике Сербской и составила новую общину Источна-Илиджа (Восточная Илиджа). Также к Республике Сербской отошла часть довоенной общины Нови-Град в собственно Сараево (см. Нови-Град (община, Босния и Герцеговина)), отнесённая в рамках РС к общине Источна-Илиджа.